# Lothar Krappmann
Lothar Friedrich Krappmann (* 19. November 1936 in Kiel) ist ein deutscher Soziologe und Pädagoge.

## Leben
Nach dem Abitur 1957 studierte Krappmann zunächst Philosophie und katholische Theologie an der Philosophisch-Theologischen Hochschule Sankt Georgen in Frankfurt am Main, unter anderem bei Oswald von Nell-Breuning und Hermann Josef Wallraff. Nach dem Magisterexamen 1961 schloss er ein Studium der Soziologie und Neueren Geschichte an, zunächst in Köln und später Berlin, wo er 1969 promovierte.
Seine Dissertation über Soziologische Dimensionen der Identität ist mittlerweile in 10. Auflage erschienen und gilt als soziologisches Standardwerk. Die zentrale Aussage von Krappmanns Identitätstheorie ist, dass es vier Grundqualifikationen des Rollenhandelns gebe. Bei diesen vier Qualifikationen handele es sich um Rollendistanz, Empathie, Ambiguitätstoleranz und Identitätsdarstellung. Ferner entwickelt er darin ein Interaktionistisches Rollenmodell.
Vor seiner Dissertation war Krappmann während seines Studiums unter anderem AStA-Vorsitzender von Sankt Georgen und 1962–64 Vorsitzender des Verbands Deutscher Studentenschaften (VDS).
Seit 1969 arbeitete Lothar Krappmann zunächst als wissenschaftlicher Mitarbeiter, von 1975 bis zu seiner Emeritierung 2002 dann als Forschungsgruppenleiter am Max-Planck-Institut für Bildungsforschung in Berlin. Hier betreute er die Projekte „Soziale Ungleichheit unter Kindern in Schulklassen“ und „Soziale Rationalität“. Von 1989 bis 1999 gehörte er der Leitung des Instituts an. Seit 1982 ist er zudem Honorarprofessor für Soziologie der Erziehung an der Freien Universität Berlin. Auf Grund seiner zahlreichen Veröffentlichungen genießt Krappmann internationales Renommee und war mehrfach als Gastdozent unter anderem in Indien, Japan, der Schweiz und in den USA tätig.
Er war Vorsitzender der Sachverständigenkommission zur Erarbeitung des 10. Kinder- und Jugendberichts der Bundesregierung und ist ein international anerkannter Forscher im Bereich Kindheit und Kinderpolitik. Im Februar 2003 wurde er als eines von 13 Mitgliedern in den UN-Ausschuss für die Rechte des Kindes gewählt. Zusammen mit acht weiteren Sachverständigen wurde er im Februar 2007 für weitere vier Jahre in diesem Amt bestätigt. Bei der Wahl erhielt er von allen Kandidierenden die höchste Anzahl der abgegebenen Stimmen. Krappmann ist Jurymitglied des deutschen Kinderpreises von World Vision Deutschland.

## Ehrungen
- 2012: Theodor-Heuss-Medaille der Theodor-Heuss-Stiftung für sein Engagement für Kinderrechte[3]
- 2011: Verdienstkreuz 1. Klasse der Bundesrepublik Deutschland[4]

## Veröffentlichungen (Auswahl)
- Soziologische Dimensionen der Identität : Strukturelle Bedingungen für die Teilnahme an Interaktionsprozessen. Klett, Stuttgart 1971, zugleich Diss. FU Berlin, ISBN 3-12-925090-5 (8. Auflage Klett-Cotta 1993, ISBN 3-608-95533-X), Auflage in neuer Ausstattung Stuttgart : Klett-Cotta 2000, ISBN 3-608-91021-2.
- (Hrsg.): Bildung für junge Flüchtlinge – ein Menschenrecht : Erfahrungen, Grundlagen und Perspektiven. Bertelsmann, Bielefeld 2009 (Forum Bildungsethik Bd. 7) ISBN 978-3-7639-3547-5.
- Lothar Krappmann, Hans Oswald: Alltag der Schulkinder : Beobachtungen und Analysen von Interaktionen und Sozialbeziehungen. Juventa-Verlag, Weinheim / München 1995, (Reihe Kindheiten Band 5) ISBN 3-7799-0193-5.
- Lothar Krappmann, Annette Lepenies (Hrsg.): Alt und Jung : Spannung und Solidarität zwischen den Generationen. Campus-Verlag, Frankfurt am Main / New York 1997, ISBN 3-593-35649-X.